# Riverside Drive (Manhattan)

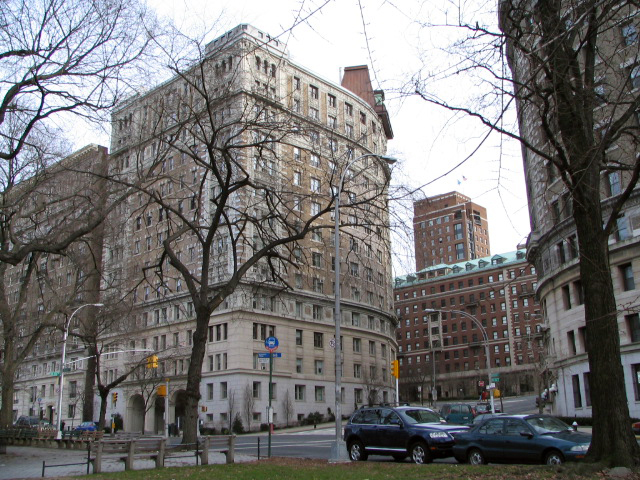
Façanes corvades del The Colosseum i The Paterno al carrer 116.

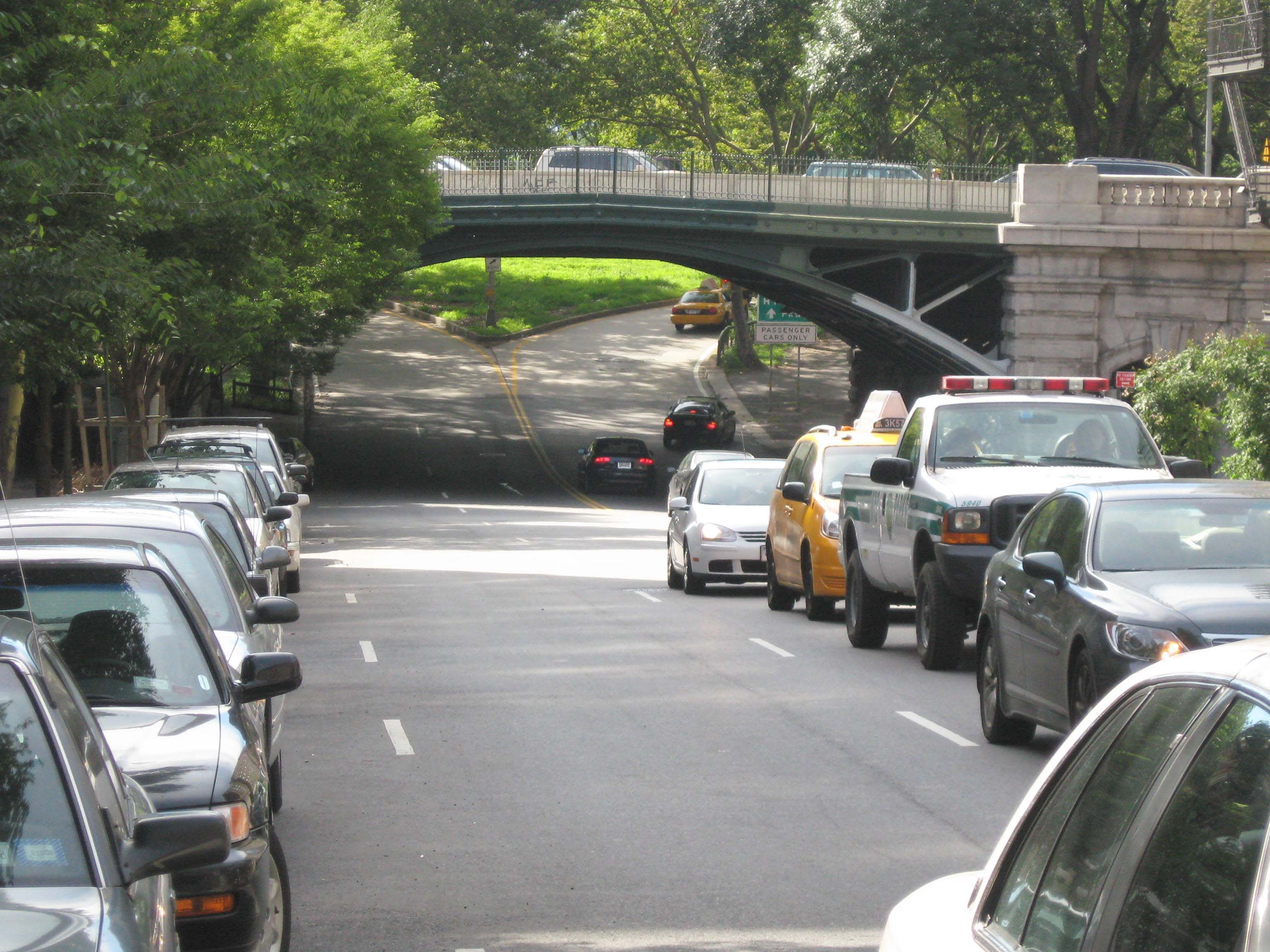
Viaducte de la Riverside Drive, carrer 96.

La Riverside Drive és una avinguda de New York, que s'estén del nord al sud de Manhattan. Voreja el Hudson River a l'oest de l'illa entre el carrer 72 i el 181, prop del George Washington Bridge. L'amplada de la Riverside Drive evoluciona al llarg del seu recorregut: no és massa ample, però estreny al nord fins al punt d'assemblar-se a un petit carrer a l'alçada de Harlem. Algunes de les adreces més cèlebres de la ciutat se situen en aquesta avinguda.
Va ser Frederick Law Olmsted, creador de Central Park qui va imaginar l'avinguda, que entrava en el projecte del seu Riverside Park. Travessa diversos barris de Manhattan, del sud al nord: l'Upper West Side, Morningside Heights, Manhattanville a Harlem, després els Washington Heights. Entre els monuments que voregen l'avinguda, s'hi troba el General Grant National Memorial, el Soldiers' and Sailors' Monument, així com una estàtua de Joana d'Arc. La Riverside Church, el Riverbank State Park són també situats a la vora.